# Quezelia hoggariana
Quezelia hoggariana är en svampart som beskrevs av Faurel & Schotter 1965. Quezelia hoggariana ingår i släktet Quezelia, divisionen sporsäcksvampar och riket svampar.   Inga underarter finns listade i Catalogue of Life.